# Chieri Volley 2005-2006
Questa voce raccoglie le informazioni riguardanti il Chieri Volley nelle competizioni ufficiali della stagione 2005-2006.

## Stagione
La stagione 2005-06 è per il Chieri Volley, sponsorizzato da Bigmat e Kerakoll, la terza consecutiva in Serie A1: l'annata si apre con un riassetto dal punto di vista societario che porta all'assunzione della denominazione di Chieri Volley rispetto alla precedente di Pallavolo Chieri; in panchina viene confermato Giovanni Guidetti, mentre la rosa è parzialmente modificata: alle partenze di Logan Tom, Antonina Zetova e Virna Dias, fanno seguito gli acquisti di Valentina Fiorin, Hanka Pachale, Francesca Ferretti e, a stagione in corso, Irina Kirillova.
L'annata si apre con la partecipazione alla Supercoppa italiana: dopo essere stato sconfitto in semifinale ad opera del Volley Bergamo, il Chieri Volley riesce ad agguantare il terzo posto grazie alla vittoria nella gara contro la Pallavolo Sirio Perugia.
Il campionato inizia con la sconfitta in casa del Vicenza Volley al tie-break, mentre la prima vittoria arriva nella giornata successiva contro il Volley 2002 Forlì: il resto del girone di andata è un alternarsi di gare vinte e perse che portano la squadra a chiudere la prima parte di campionato al sesto posto in classifica. Il girone di ritorno inizia con due vittorie per poi proseguire prima con un periodo di alternanza e poi con una serie di cinque sconfitte consecutive, prima del successo nell'ultima giornata contro lo Start Volley Arzano: la regular season si conclude con il sesto posto in classifica. Nei quarti di finale dei play-off scudetto la formazione di Chieri incontro l'Asystel Volley, la quale, vincendo le due gare utili per il passaggio del turno si qualifica alle semifinali, estromettendo il Chieri Volley dalla corsa allo scudetto.
L'uscita dai play-off scudetto alla prima fase consente la partecipazione alla Coppa di Lega: dopo aver vinto il proprio girone battendo sia il Volley 2002 Forlì che il Vicenza Volley, arriva al secondo posto perdendo la finale sia nella gara di andata che in quella di ritorno contro la Pallavolo Sirio Perugia.
Tutte le squadre partecipanti alla Serie A1 2005-06 hanno ottenuto il diritto di disputare la Coppa Italia: grazie ai risultati della stagione precedente, il Chieri Volley inizia direttamente dai quarti di finale, venendo tuttavia eliminato immediatamente dal Volley Bergamo, il quale vince sia la gara di andata che quella di ritorno.
Il quinto posto al termine della regular season della Serie A1 2004-05 ed il raggiungimento delle semifinali dei play-off scudetto, ha permesso alla società di partecipare alla Coppa CEV; il cammino nella competizione europea è spedito: il Chieri Volley infatti supera agevolmente sia gli ottavi che i quarti di finale vincendo le gare d'andata e quelle di ritorno, qualificandosi alla Final Four. In semifinale la sfida è contro il Club Voleibol Diego Porcelos di Burgos, contro cui vince per 3-0, accedendo alla finale dove incontra l'altro club italiano del Robursport Volley Pesaro: le marchigiane si aggiudicano poi il torneo battendo le piemontesi per 3-1.

## Organigramma societario
Area direttiva
- Presidente: Maurizio Magnabosco

Area tecnica
- Allenatore: Giovanni Guidetti
- Allenatore in seconda: Stefano Lavarini
- Scout man: Alessandro Beltrami, Luca Porzio (fino al 7 novembre 2005)

Area sanitaria
- Medico: Giuseppe Ronco, Stefania Valenza
- Preparatore atletico: Roberto Colli, Nicola Giolitto
- Fisioterapista: Marco Luison, Giorgia Valetto

## Rosa
| N° | Nome               | Ruolo | Data di nascita   | Nazionalità sportiva |
| -- | ------------------ | ----- | ----------------- | -------------------- |
| 1  | Valeria Marletta   | C     | 11 maggio 1976    | Italia               |
| 2  | Danielle Scott     | C     | 1º ottobre 1972   | Stati Uniti          |
| 3  | Francesca Ferretti | P     | 15 febbraio 1984  | Italia               |
| 4  | Noemi Signorile    | P     | 15 febbraio 1990  | Italia               |
| 5  | Francesca Mari     | P     | 30 marzo 1983     | Italia               |
| 6  | Valentina Fiorin   | S     | 9 ottobre 1984    | Italia               |
| 7  | Irina Kirillova    | P     | 15 maggio 1965    | Croazia              |
| 9  | Hanka Pachale      | S     | 12 settembre 1976 | Germania             |
| 10 | Bruna Mautino      | S     | 30 novembre 1990  | Italia               |
| 12 | Cristina Vincenzi  | C     | 14 maggio 1979    | Italia               |
| 13 | Maurizia Borri     | L     | 24 febbraio 1977  | Italia               |
| 15 | Sara Petrolo       | L     | 17 aprile 1985    | Italia               |
| 17 | Elena Godina       | S     | 17 settembre 1977 | Russia               |

## Mercato
| Acquisti | Acquisti           | Acquisti           | Acquisti   |
| R.       | Nome               | da                 | Modalità   |
| -------- | ------------------ | ------------------ | ---------- |
| P        | Francesca Ferretti | Modena             | definitivo |
| S        | Valentina Fiorin   | Cavazzale          | definitivo |
| P        | Irina Kirillova    | inattiva           | definitivo |
| P        | Francesca Mari     | Cavazzale          | definitivo |
| S        | Bruna Mautino      | giovanili          | definitivo |
| S        | Hanka Pachale      | Giannino Pieralisi | definitivo |
| L        | Sara Petrolo       | ?                  | definitivo |
| P        | Noemi Signorile    | ?                  | definitivo |

| Cessioni | Cessioni          | Cessioni           | Cessioni   |
| R.       | Nome              | a                  | Modalità   |
| -------- | ----------------- | ------------------ | ---------- |
| S        | Veronica Angeloni | Asystel            | definitivo |
| S        | Virna Dias        | -                  | ritirata   |
| P        | Ramona Ghisleni   | River              | definitivo |
| P        | Neli Marinova     | Giannino Pieralisi | definitivo |
| S        | Logan Tom         | Voléro Zurigo      | definitivo |
| S/O      | Antonina Zetova   | Sirio Perugia      | definitivo |

## Risultati

### Serie A1

#### Girone di andata
| 1ª giornata - 9 ottobre 2005 Palasport Città di Vicenza, Vicenza  | Vicenza            | 3 - 2 | Chieri        | 25-20, 19-25, 25-22, 22-25, 15-8  |
| 2ª giornata - 12 ottobre 2005 PalaMaddalene, Chieri               | Chieri             | 3 - 1 | Forlì         | 16-25, 25-19, 25-21, 26-24        |
| 3ª giornata - 16 ottobre 2005 PalaTriccoli, Jesi                  | Giannino Pieralisi | 3 - 0 | Chieri        | 25-19, 25-13, 25-20               |
| 4ª giornata - 30 ottobre 2005 PalaMaddalene, Chieri               | Chieri             | 3 - 2 | Asystel       | 25-23, 18-25, 17-25, 25-16, 15-13 |
| 5ª giornata - 5 novembre 2005 PalaITC, Tortolì                    | Airone             | 1 - 3 | Chieri        | 25-21, 17-25, 24-26, 15-25        |
| 6ª giornata - 27 novembre 2005 PalaMaddalene, Chieri              | Chieri             | 2 - 3 | Sirio Perugia | 25-20, 23-25, 25-13, 19-25, 8-15  |
| 7ª giornata - 4 dicembre 2005 PalaDionigi, Sant'Angelo in Lizzola | Robursport Pesaro  | 3 - 2 | Chieri        | 23-25, 25-19, 18-25, 25-21, 15-10 |
| 8ª giornata - 11 dicembre 2005 PalaMaddalene, Chieri              | Chieri             | 3 - 1 | Santeramo     |                                   |
| 9ª giornata - 18 dicembre 2005 PalaNorda, Bergamo                 | Bergamo            | 3 - 0 | Chieri        | 25-21, 25-18, 25-23               |
| 10ª giornata - 8 gennaio 2006 PalaMaddalene, Chieri               | Chieri             | 3 - 0 | Club Padova   | 25-13, 25-14, 25-17               |
| 11ª giornata - 15 gennaio 2006 PalaCasoria, Casoria               | Arzano             | 0 - 3 | Chieri        | 19-25, 26-28, 21-25               |

#### Girone di ritorno
| 12ª giornata - 22 gennaio 2006 PalaMaddalene, Chieri        | Chieri        | 3 - 1 | Vicenza            | 25-20, 25-23, 18-25, 25-18        |
| 13ª giornata - 25 gennaio 2006 PalaGalassi, Forlì           | Forlì         | 2 - 3 | Chieri             | 15-25, 25-22, 21-25, 25-23, 11-15 |
| 14ª giornata - 29 gennaio 2006 PalaMaddalene, Chieri        | Chieri        | 2 - 3 | Giannino Pieralisi | 19-25, 22-25, 29-27, 25-22, 17-19 |
| 15ª giornata - 4 febbraio 2006 PalaDalLago, Novara          | Asystel       | 3 - 0 | Chieri             | 25-15, 25-20, 25-21               |
| 16ª giornata - 19 febbraio 2006 PalaMaddalene, Chieri       | Chieri        | 3 - 1 | Airone             | 25-18, 25-13, 17-25, 25-14        |
| 17ª giornata - 26 febbraio 2006 PalaEvangelisti, Perugia    | Sirio Perugia | 3 - 2 | Chieri             | 22-25, 36-34, 25-16, 25-27, 15-9  |
| 18ª giornata - 28 febbraio 2006 PalaMaddalene, Chieri       | Chieri        | 0 - 3 | Robursport Pesaro  | 26-28, 22-25, 18-25               |
| 19ª giornata - 11 marzo 2006 PalaCooper, Santeramo in Colle | Santeramo     | 3 - 2 | Chieri             | 18-25, 25-21, 24-26, 25-21, 15-8  |
| 20ª giornata - 15 marzo 2006 PalaMaddalene, Chieri          | Chieri        | 2 - 3 | Bergamo            | 16-25, 14-25, 25-20, 25-21, 11-15 |
| 21ª giornata - 26 marzo 2006 PalaArcella, Padova            | Club Padova   | 3 - 2 | Chieri             | 25-22, 25-23, 21-25, 17-25, 15-13 |
| 22ª giornata - 2 aprile 2006 PalaMaddalene, Chieri          | Chieri        | 3 - 0 | Arzano             | 25-18, 25-20, 30-28               |

#### Play-off scudetto
| Quarti di finale (gara 1) - 5 aprile 2006 PalaDalLago, Novara   | Asystel | 3 - 1 | Chieri  | 22-25, 25-20, 25-18, 25-22 |
| Quarti di finale (gara 2) - 9 aprile 2006 PalaMaddalene, Chieri | Chieri  | 3 - 1 | Asystel | 23-25, 27-25, 25-22, 25-20 |
| Quarti di finale (gara 3) - 12 aprile 2006 PalaDalLago, Novara  | Asystel | 3 - 1 | Chieri  | 22-25, 25-18, 25-18, 25-18 |

### Coppa Italia

#### Fase a eliminazione diretta
| Quarti di finale (andata) - 1º febbraio 2006 PalaNorda, Bergamo    | Bergamo | 3 - 1 | Chieri  | 25-21, 25-9, 18-25, 25-18         |
| Quarti di finale (ritorno) - 8 febbraio 2006 PalaMaddalene, Chieri | Chieri  | 2 - 3 | Bergamo | 21-25, 21-25, 25-17, 25-19, 12-15 |

### Supercoppa italiana

#### Fase a eliminazione diretta
| Semifinali - 22 ottobre 2005 PalaRuffini, Torino | Bergamo       | 3 - 0 | Chieri | 25-21, 25-23, 25-15        |
| Finale - 23 ottobre 2005 PalaRuffini, Torino     | Sirio Perugia | 1 - 3 | Chieri | 25-23, 18-25, 23-25, 20-25 |

### Coppa di Lega

#### Fase a gironi
| 1ª giornata - 15 aprile 2006 PalaGalassi, Forlì    | Forlì  | 1 - 3 | Chieri  | 25-18, 23-25, 16-25, 14-25 |
| 2ª giornata - 22 aprile 2006 PalaMaddalene, Chieri | Chieri | 3 - 0 | Vicenza | 25-19, 25-27, 25-17        |

#### Fase a eliminazione diretta
| Finale (andata) - 25 aprile 2006 PalaEvangelisti, Perugia | Sirio Perugia | 3 - 1 | Chieri        | 22-25, 25-20, 25-19, 25-18 |
| Finale (ritorno) - 29 aprile 2006 PalaMaddalene, Chieri   | Chieri        | 0 - 3 | Sirio Perugia | 20-25, 20-25, 27-29        |

### Coppa CEV

#### Fase a eliminazione diretta
| Ottavi di finale (andata) - 14 dicembre 2005 PalaMaddalene, Chieri             | Chieri            | 3 - 1 | Slavyanka Minsk | 20-25, 25-10, 25-12, 25-14 |
| Ottavi di finale (ritorno) - 20 dicembre 2005 ?, Minsk                         | Slavyanka Minsk   | 0 - 3 | Chieri          | 20-25, 20-25, 14-25        |
| Quarti di finale (andata) - 11 dicembre 2005 PalaMaddalene, Chieri             | Chieri            | 3 - 1 | Martinus        | 25-21, 25-22, 20-25, 25-16 |
| Quarti di finale (ritorno) - 19 dicembre 2005 Emergohal Amstelveen, Amstelveen | Martinus          | 1 - 3 | Chieri          | 25-21, 20-25, 19-25, 25-27 |
| Semifinali - 3 marzo 2006 PalaRuffini, Torino                                  | Chieri            | 3 - 0 | Diego Porcelos  | 25-9, 25-18, 25-23         |
| Finale - 4 marzo 2006 PalaRuffini, Torino                                      | Robursport Pesaro | 3 - 1 | Chieri          | 25-17, 25-18, 23-25, 25-16 |

## Statistiche

### Statistiche di squadra
| Competizione        | Punti | In casa | In casa | In casa | In trasferta | In trasferta | In trasferta | Totale | Totale | Totale |
| Competizione        | Punti | G       | V       | P       | G            | V            | P            | G      | V      | P      |
| ------------------- | ----- | ------- | ------- | ------- | ------------ | ------------ | ------------ | ------ | ------ | ------ |
| Serie A1            | 36    | 12      | 8       | 4       | 13           | 3            | 10           | 25     | 11     | 14     |
| Coppa Italia        | -     | 1       | 0       | 1       | 1            | 0            | 1            | 2      | 0      | 2      |
| Supercoppa italiana | -     | -       | -       | -       | -            | -            | -            | 2      | 1      | 1      |
| Coppa di Lega       | 6     | 2       | 1       | 1       | 2            | 1            | 1            | 4      | 2      | 2      |
| Coppa CEV           | -     | 2       | 2       | 0       | 2            | 2            | 0            | 6      | 5      | 1      |
| Totale              | -     | 17      | 11      | 6       | 18           | 6            | 12           | 39     | 19     | 20     |

G = partite giocate; V = partite vinte; P = partite perse

### Statistiche dei giocatori
| M. Borri     | 25 | 1   | 1   | -  | -  | 2 | -  | -  | - | - | 2 | -  | -  | - | - | Statistiche assenti | Statistiche assenti | Statistiche assenti |
| F. Ferretti  | 4  | 0   | 0   | 0  | 0  | - | -  | -  | - | - | 2 | 3  | 2  | 0 | 1 | Statistiche assenti | Statistiche assenti | Statistiche assenti |
| V. Fiorin    | 25 | 282 | 228 | 47 | 7  | 2 | 22 | 20 | 2 | 0 | 2 | 23 | 20 | 3 | 0 | Statistiche assenti | Statistiche assenti | Statistiche assenti |
| E. Godina    | 23 | 435 | 364 | 35 | 36 | 2 | 27 | 25 | 1 | 1 | 2 | 31 | 30 | 1 | 0 | Statistiche assenti | Statistiche assenti | Statistiche assenti |
| I. Kirillova | 19 | 48  | 32  | 10 | 6  | 2 | 6  | 3  | 2 | 1 | - | -  | -  | - | - | Statistiche assenti | Statistiche assenti | Statistiche assenti |
| F. Mari      | 17 | 11  | 9   | 0  | 2  | 0 | 0  | 0  | 0 | 0 | 0 | 0  | 0  | 0 | 0 | Statistiche assenti | Statistiche assenti | Statistiche assenti |
| V. Marletta  | 19 | 91  | 57  | 30 | 4  | 2 | 16 | 8  | 8 | 0 | 1 | 2  | 2  | 0 | 0 | Statistiche assenti | Statistiche assenti | Statistiche assenti |
| B. Mautino   | -  | -   | -   | -  | -  | 1 | 0  | 0  | 0 | 0 | - | -  | -  | - | - | Statistiche assenti | Statistiche assenti | Statistiche assenti |
| H. Pachale   | 23 | 334 | 293 | 30 | 11 | 1 | 0  | 0  | 0 | 0 | 2 | 27 | 24 | 3 | 0 | Statistiche assenti | Statistiche assenti | Statistiche assenti |
| S. Petrolo   | 10 | -   | -   | -  | -  | 1 | -  | -  | - | - | 0 | -  | -  | - | - | Statistiche assenti | Statistiche assenti | Statistiche assenti |
| D. Scott     | 25 | 318 | 249 | 60 | 9  | 2 | 34 | 29 | 4 | 1 | 2 | 26 | 17 | 7 | 2 | Statistiche assenti | Statistiche assenti | Statistiche assenti |
| N. Signorile | -  | -   | -   | -  | -  | 1 | 0  | 0  | 0 | 0 | 0 | 0  | 0  | 0 | 0 | Statistiche assenti | Statistiche assenti | Statistiche assenti |
| C. Vincenzi  | 22 | 140 | 98  | 29 | 13 | 2 | 9  | 8  | 0 | 1 | 2 | 9  | 5  | 4 | 0 | Statistiche assenti | Statistiche assenti | Statistiche assenti |

P = presenze; PT = punti totali; AV = attacchi vincenti; MV = muri vincenti; BV = battute vincenti